# Marek Kaščák
Marek Kaščák (* 22. května 1982 v Bardejově) je slovenský fotbalový záložník, od července 2013 působí v klubu FC Zbrojovka Brno.

## Klubová kariéra
Svoji fotbalovou kariéru začal v Partizán Bardejov. Mezi jeho další angažmá patří: FK Dukla Banská Bystrica, 1. HFK Olomouc, SK Sulko Zábřeh, SK Sigma Olomouc, FK AS Trenčín a FC Spartak Trnava.

### FC Zbrojovka Brno
V červenci 2013 se nedohodl na prodloužení smlouvy se Spartakem Trnava a přestoupil do klubu FC Zbrojovka Brno, kde podepsal kontrakt na 2 roky. V Brně debutoval v lize 21. července 2013 (1. kolo sezóny 2013/14) proti domácímu týmu FK Baumit Jablonec (remíza 0:0).
V zimě 2014/2015 byla Markovi ukončena smlouva ve Zbrojovce z důvodu vleklých zranění.

## Reprezentační kariéra
29. března 2011 debutoval pod trenérem Vladimírem Weissem v A-mužstvu Slovenska v přátelském zápase proti hostujícímu Dánsku, v tomto zápase nastoupil na hřiště v 77. minutě, Slovensko podlehlo skandinávskému soupeři 1:2. Bylo to zatím jeho jediné vystoupení v národním dresu (k červenci 2013).